# Бейджан Иляс
Бейджан Иляс (на македонска литературна норма: Бејџан Иљас, Бејџан Илјас; на турски: Beycan İlyas) е лекар и политик от Северна Македония от турски произход, председател на Демократическата партия на турците.

## Биография
Роден е на 23 май 1976 г. През 1991 г. завършва основно училище „Кирил Пейчинович“ в Теарце, а през 1995 г. Средното медицинско училище „Никола Щайн“ в Тетово. През 2003 г. завършва Университета Селчук в Коня, Турция. От 2005 до 2014 г. практикува частно в Тетово и Теарце. От 2015 г. е в клиниката в Тетово. От 2013 г. е общински съветник на ДПТ в община Теарце. От 13 октомври 2016 г. до 31 май 2017 г. е министър без ресор в правителството на Емил Димитриев.
На 19 декември 2016 г. е избран за председател на Демократическата партия на турците в Македония.